# Валя-Боурей
Валя-Боурей (рум. Valea Bourei) — село у повіті Сучава в Румунії. Входить до складу комуни Долхешть.
Село розташоване на відстані 333 км на північ від Бухареста, 31 км на південний схід від Сучави, 87 км на захід від Ясс.

## Населення
За даними перепису населення 2002 року у селі проживала 851 особа.
Національний склад населення села:
| Національність | Кількість осіб | Відсоток |
| -------------- | -------------- | -------- |
| румуни         | 779            | 91,5%    |
| цигани         | 72             | 8,5%     |

Рідною мовою назвали:
| Мова      | Кількість осіб | Відсоток |
| --------- | -------------- | -------- |
| румунська | 779            | 91,5%    |
| циганська | 72             | 8,5%     |